# Buraq Air
Buraq Air – libijska linia lotnicza z siedzibą w Trypolisie. Głównym węzłem jest port lotniczy Trypolis. Obsługuje połączenia krajowe oraz międzynarodowe do krajów islamskich.
Jej nazwa pochodzi od Al Buraka, rumaka, na którym prorok Mahomet miał latać z Mekki do Jerozolimy i udać się w podróż do nieba.

## Flota
Flota Buraq Air składa się z następujących maszyn (stan na 31 lipca 2019). Flota to 6 samolotów.
| Typ            | Liczba | Uwagi |
| -------------- | ------ | ----- |
| Boeing 737-400 | 2      |       |
| Boeing 737-500 | 2      |       |
| Boeing 737-800 | 2      |       |

## Bezpieczeństwo
Linia znajduje się na liście przewoźników lotniczych Komisji Europejskiej, które są zabronione w Unii Europejskiej.